# Barbacenia macrantha
Barbacenia macrantha är en enhjärtbladig växtart som beskrevs av Lem.. Barbacenia macrantha ingår i släktet Barbacenia och familjen Velloziaceae. Inga underarter finns listade.